# Mala Noche
Mala Noche è un film del 1986 diretto da Gus Van Sant.
È stato presentato in una proiezione speciale alla Quinzaine des Réalisateurs del Festival di Cannes 2006.

## Trama
A Portland (Oregon), Johnny e Roberto, giovani immigrati clandestini dal Messico, entrano in un grocery store. Il giovane gestore bianco, Walt, subito attratto da Johnny gli propone un rapporto sessuale a pagamento. Respinto con disprezzo, riesce comunque a invitarli a cena dalla sorella. Qui, i due raccontano del loro avventuroso viaggio in un vagone merci, verso nord e di come un loro compagno sia stato scoperto e gravemente ferito dalla polizia. Poi, i quattro danzano assieme serenamente. Al ritorno nel motel che ospita i due messicani, Walt rinnova le sue insistenze all'indirizzo di Johnny, che gli sbatte la porta in faccia. Roberto è rimasto fuori e la custode non intende farlo entrare; così va a pernottare a casa di Walt dove i due hanno un rapporto sessuale. Al risveglio, Walt, ancora dolorante per la violenza della penetrazione subita, scopre di essere stato derubato di dieci dollari.
Nei giorni successivi i tre si incontrano regolarmente. Walt scarrozza gli amici per i sobborghi e la campagna di Portland, ma è comunque tenuto ai margini delle loro complicità e fatto talora oggetto della loro ironia, come quando, recatosi nell'appartamento in cui vivono, si inginocchia ai piedi di Johnny, implorandone l'amore. Sino a quando Johnny scompare. Lasciato a sé stesso, e a un'esistenza di espedienti nel duro inverno di Portland, Roberto si ammala. Walt, che pure non ha gradito la qualità della loro relazione, le maniere da macho del compagno, lo cura con sollecitudine e abnegazione nel proprio appartamento.
Qui, attirata da una telefonata, giunge la polizia. A torto, il messicano crede che cerchino lui; fugge in soffitta con una pistola scarica, lascito delle antiche scorribande. Due colpi lo feriscono mortalmente. Attraverso la finestra, precipita al suolo, dove Walt può solo abbracciarne il corpo privo di vita. È proprio lui a dover comunicare a Johnny, apparsogli improvvisamente per strada, la notizia della fine del compagno. "Frocio" è l'incredula e impotente risposta dell'altro. Più tardi i due si reincontrano per strada e Walt chiede a Johnny di passare a trovarlo. Poi, mentre si allontana, continua a osservarlo dallo specchietto retrovisore.

## Produzione
Dopo le traversie dell'autobiografico Alice a Hollywood, (1981) rimasto incompiuto e di cui sono conservati 40 minuti, Gus Van Sant attinge ai 25.000 dollari risparmiati, nei due anni precedenti, con l'attività di designer pubblicitario a New York, per finanziare per intero questo suo primo lungometraggio. La scelta del 16 mm e del bianco e nero è in parte imposta dalla scarsità delle risorse, anche se il regista dirà di ritenere a sé più congeniale l'uso del bianco e nero e di avervi dovuto rinunciare, nei film successivi, soprattutto per esigenze distributive. Anche gli attori, tra cui brilla Tim Streeter che "interpreta in modo estremamente intelligente Walt, un personaggio che da una tenace determinazione, passa successivamente a un auto-distruttivo, sconsolato romanticismo.", prestarono gratuitamente la loro collaborazione..
Per il soggetto, il regista si rifece a un lavoro omonimo di Walt Curtis, autore prossimo alla Beat Generation, che lo aveva fortemente impressionato.. L'adattamento di un racconto strutturato come un "diario intimo", senza un reale svolgimento narrativo, rappresentò una sfida notevole per Van Sant, che ne venne a capo attraverso l'organizzazione del materiale in tre atti.
La "contrastata", "evocativa fotografia granulosa" si deve a John J. Campbell ed Eric Alan Edwards, cui il regista si sarebbe affidato sino al 1995 (Da morire), con l'eccezione di Drugstore Cowboy. L'amicizia di Gus Van Sant ed Edwards risaliva ai tempi dell'apprendistato hollywoodiano del regista, nel 1978, quando i due si erano conosciuti sul set di Property, di Penny Allen, rispettivamente come ingegnere del suono e direttore della fotografia.

## Critica
Sin da questo film d'esordio, Van Sant propone molti temi e motivi che ricorreranno nella sua produzione. Così è per il mito, tipicamente americano, del nomadismo, del viaggio, che percorre tutta la letteratura americana dal suo periodo classico (Herman Melville), sino alla contro-cultura beat (Jack Kerouac, Allen Ginsberg). Collegato a esso, nel dare espressione a una situazione di precarietà, instabilità, indeterminatezza è l'immagine della nuvola; una costante del cinema di Vant Sant, e che ritornerà, quasi ossessivamente, a partire dai successivi Drugstore Cowboy e Belli e dannati.
Unici inserti a colori del film, incluso quello che accompagna i titoli di coda, sono filmini in Super8, in cui i protagonisti si abbracciano, scherzano, giocano, compaiono e scompaiono. La passione per gli home movie accompagna il regista sin dal tempo dell'acquisto della sua prima cinepresa, a sedici anni, e la loro frequente introduzione nelle sue opere, in particolare quelle degli inizi, è stata da lui spiegata come uno strumento per restituire "il senso del passato che sopravvive nel presente".
In sede critica è stato sottolineata la sagacia nell'evitare che il tema della passione disperata non corrisposta, per la quale il regista ammette di essersi ispirato a Morte a Venezia di Luchino Visconti, e il suo "romanticismo dei perdenti", incanalassero il film in un compiaciuto, vacuo sentimentalismo. Essenziale nell'assicurare distacco critico e senso della realtà è il ruolo svolto dalle riflessioni in prima persona di Walt. Egli è consapevole della distanza sociale e culturale che separa il suo mondo da quello degli amici immigrati ("Non hanno alcuna immaginazione in materia di sesso; ma immagino che non sia colpa loro"), del rapporto di sfruttamento, cui il loro stato di emarginazione li rende oggetto da parte sua ("...una parabola politica condivisibile da un marxista ortodosso.") e, a volte, pare alimentare egli stesso la sua ossessione d'amore, per "adeguarla al concetto romantico che ha di sé".
Non mancano le citazioni "erudite". La "riapparizione" di Johnny, di cui a un incrocio, Walt intravede prima la punta degli stivali, successivamente, sceso dalla macchina, il volto illuminato dalla luce proveniente da una finestra, è indubbiamente ispirata all'entrata in scena di Harry Lime (Orson Welles) in Il terzo uomo.
In generale questo esordio di Van Sant è stato accolto da commenti estremamente positivi: "Un esordio sbalorditivo..."; "Film originali, insoliti come "Mala Noche", che ritraggono le vite reali, senza celebrazioni o stereotipi, sono sempre più rari. È sempre un piacere poterli vedere."; "È un film molto ben fatto, terso e coerente, ben fotografato da John Campbell; scritto e diretto con sardonico humor, da Gus Vant Sant".

## Riconoscimenti
- 1987 - Los Angeles Film Critics Association Awards[7]
  - Independent/Experimental Film and Video Award
- 1988 - Torino International Gay & Lesbian Film Festival[7]
  - Festival's Plate